# Le Loup (nouvelle)
Pour les articles homonymes, voir Le Loup.
Le Loup est une nouvelle d’Anton Tchekhov, parue en 1886.

## Historique
Le Loup est une nouvelle qui a été publiée en 1886 dans la Gazette de Pétersbourg.

## Résumé
Le propriétaire Nilov, homme d’une force peu commune, et le juge Kouprianov s’arrêtent au moulin du vieux Maxime de retour de la chasse. Ce dernier demande à Nilov de lui donner un fusil. En effet, il a un loup enragé dans les parages. Il a déjà tué un poulain et deux chiens.
Cela ne fait pas peur à Nilov qui affirme avoir tué d’un coup de canne un chien enragé qui le menaçait. Kouprianov a peur de contracter la rage, maladie incurable. Maxime prétend qu’un certain Miron peut guérir la rage avec des herbes. Les chasseurs n’y croient pas.
Nilov sort faire un tour et croise le loup. Il est attaqué, mais parvient un temps à maintenir la bête et à se tenir hors de portée des crocs de l’animal. Une goutte de bave lui est pourtant tombée sur les lèvres. Il sait qu’il est perdu dès ce moment.
Le loup parvient à le mordre à l’épaule avant d’être étouffé par Nilov.
Convaincu d’avoir contracté la rage, Nilov court voit tous les docteurs. Il est prêt à donner cinquante mille rouble à celui qui le sauvera. Le docteur Ovtchinnikov rassure Nilov : seul trente pour cent des mordus ont la rage. De plus, il a été mordu à travers ses vêtements, et le sang qu’il a perdu a dû faire barrière.
À ces mots, Nilov est heureux comme un enfant. Il transporte le docteur sur son épaule valide. 

## Édition française
- Le Loup, traduit par Edouard Parayre, Les Editeurs Français Réunis, 1958.